# Bugula grayi
Bugula grayi är en mossdjursart som beskrevs av Maturo 1966. Bugula grayi ingår i släktet Bugula och familjen Bugulidae. Inga underarter finns listade i Catalogue of Life.